# Elemental Gimmick Gear
Elemental Gimmick Gear (ook wel E.G.G.) is een videospel voor het platform Sega Dreamcast. Het spel werd uitgebracht in 1999. De speler wordt na duizend jaar slapen wakker op de planeet Fogna. Het archeologisch team dat de jou heeft ontdekt gaf de naam "The Sleeper". Naast je ligt een apparaat genaamd 'Elemental Gimmick Gear'. In het spel moet de speler zijn eigen geschiedenis, de geschiedenis van de planeet en de herkomst en doel van het EGG ontrafelen. Het spel gaat langs verschillende plaatsen met ruïnes waarbij de speler puzzels moet oplossen. De puzzels omvatten schakelaars en objecten die kunnen worden verschoven om deuren open te maken. Er zijn ook plekken waarbij de bedoeling is om te racen.

## Karaketers
- The Sleeper (Leon): de hoofdpersoon van het spel.
- Dr. Yam: hoofd van YAM Ruin Laboratory waar Leon ontwaakt.
- Selen: vrouw die werkt in het lab, was erbij toen Leon ontwaakte en ondersteunt altijd Leon.
- Luckie: wees die zijn ouders verloren heeft tijdens de Fogna actitatie. Hij woont met zijn zusje dicht bij het YAM Ruin Laboratory.

## Ontvangst
| Beoordeeld door  | Datum            | Score |
| ---------------- | ---------------- | ----- |
| Consoles Plus    | juli 1999        | 84%   |
| SegaFan.com      | 12 december 2001 | 82%   |
| IGN              | 11 januari 2000  | 80%   |
| Shin Force       | 6 januari 2000   | 80%   |
| Planet Dreamcast | 15 februari 2000 | 80%   |
| Game Revolution  | 1 april 2000     | 75%   |
| Defunct Games    | 16 december 2006 | 70%   |
| GameSpot         | 8 december 1999  | 68%   |